# Felix Marie Casper Pesch
Felix Marie Casper Pesch (Geulle, 4 november 1895 - aldaar, 16 september 1973) was een Nederlands politicus.
Hij werd geboren als zoon van Jan Hubert Pesch (1859-1951) en Maria Isabella Hubertina Peerbooms (1860-1944). Hij is in 1919 afgestudeerd in de rechten aan de Rijksuniversiteit Utrecht en ging begin 1920 als adjunct-commies werken bij de gemeentesecretarie van Heerlen. Hij zou het daar brengen tot hoofd-commies voor hij in 1927 benoemd werd tot burgemeester van Tegelen. Op 8 september 1944 kwam het bestuur van de gemeente Tegelen te liggen bij de Ortsgruppe Tegelen van de NSDAP. Hoofd daarvan was Ortsgruppenführer (de 'burgemeester') Wilhelm Potthoff. Aan die situatie kwam een einde toen Tegelen begin maart 1945 bevrijd werd en Pesch terugkeerde in zijn oude functie. Hij ging in 1960 met pensioen en overleed in 1973 op 77-jarige leeftijd. Felix Pesch is de vader van Paul Pesch, oud burgemeester van Swalmen en Boxtel.